# Drance de Bagnes
La Drance de Bagnes è un fiume della Svizzera, più precisamente del canton Vallese, che confluendo con la Drance d'Entremont dà origine alla Drance.

## Percorso
Scorre nella val de Bagnes e all'inizio del suo corso viene sbarrata per formare la diga di Mauvoisin, la più alta diga ad arco della Svizzera.
Nasce a 3011 m s.l.m., a ovest del passo Fenêtre de Durand ed è la più lunga delle tre Dranse con i suoi 31,1 km. Possiede diversi affluenti i quali sono la Dyure du Brenay, la Dyure de Pazagnou, la Dyoure de Louvie, la Dyure de Corbassière e il Merdenson.
La Drance de Bagnes è a volte anche chiamata Dranse de Bagnes, ma sulle carte nazionali molto spesso è scritto Drance de Bagnes